# Сабор фрулаша Србије „Ој Мораво”
Сабор фрулаша Србије „Ој Мораво” је културно-туристичка манифестација, етнографског садржаја, која се од 1988. године одржава у Прислоници код Чачка. Од самог почетка Сабор је замишљен не само као такмичење фрулаша, већ и као смотра изворног, народног стваралаштва у ширем смислу те речи.
Идејни творци Сабора су Милован Правдић, Предраг Радмилац, Бране Миловановић и Радован М. Маринковић, на предлог песника Бранка В. Радичевића. 
На Сабору се за звање најбољег, такмиче фрулаши који су то право стекли на регионалним предтакмичењима у Врањској Бањи, Бољевцу, Игрошу код Бруса, Рачи, Осаници код Жагубице и Иђошу код Кикинде. 
У пратећим програмима Сабора фрулаша Србије наступају  играчке и певачке групе, организују се изложбе фрула и старих музичких инструмената, изложбе рукорада, старих заната, припремање старих јела, песничке вечери које за тему имају фрулу.